# Kensi Blye
Kensi Marie Blye è un personaggio della serie televisiva NCIS: Los Angeles, interpretato da Daniela Ruah.

## Descrizione
Kensi Blye è un'agente presso l'NCIS di stanza a Los Angeles. Come G. Callen, Sam Hanna, Eric Beale e Nate Getz, Kensi è stata introdotta nel backdoor pilot Leggenda (prima parte) (6x22) della serie madre NCIS - Unità anticrimine.
Kensi proviene da una famiglia di Marine, suo padre era di stanza a Camp Lejeune. Parla correntemente portoghese, francese e spagnolo, è in grado di leggere le labbra e conosce il codice Morse.
Kensi ha ammesso di essere caetofobica (paura dei peli), soprattutto quelli maschili. Raccoglie bracciali in gel ed è nota per averne almeno settantadue.
Quando aveva quindici anni, ed era uscita per andare al cinema a vedere il film Titanic con gli amici, suo padre venne assassinato. Il corpo era così irriconoscibile che per identificarlo servirono le impronte dentali. È stato un caso irrisolto per molti anni, ma nell'episodio Ovunque tu sarai (3x17) viene finalmente risolto e Kensi è in grado di andare avanti con la sua vita. Successivamente viene rivelato che dopo l'omicidio di suo padre, ha vissuto un anno per strada.
Nell'episodio Simulazione (2x11) viene anche rivelato che Kensi è stata fidanzata con un marine di nome Jack, ma che il loro rapporto si è concluso dopo il ritorno dell'uomo dall'Iraq e la sua successiva scomparsa. Kensi ha cercato di assistere Jack, sofferente di disturbo post traumatico da stress, aiutandolo a prendere i farmaci e accompagnandolo alle sedute psichiatriche, ma tutti i suoi sforzi non sono bastati perché Jack era troppo traumatizzato. L'uomo se ne andò, senza dirle nulla, il giorno di Natale.
Il primo partner di Kensi è l'agente Dom Vail. Rimane particolarmente turbata quando Dom scompare, infatti si vede mentre lava i piatti nel suo appartamento. La morte di Dome getta nello sconforto lei e il resto della squadra.
Kensi è ufficialmente messa in coppia con il detective Marty Deeks dalla seconda stagione, anche se la loro prima esperienza di lavoro insieme risale alla prima stagione nell'episodio Celebrità (1x20). Sebbene Deeks e Kensi abbiano inizialmente un rapporto un po' conflittuale, con il passare degli episodi si avvicinano e Kensi è visibilmente preoccupata per Deeks nell'episodio Personale. Kensi chiede a Hetty se può rimanere con Deeks in ospedale, piuttosto che aiutare nelle indagini, non volendo rischiare di non rivederlo vivo, come era accaduto con Vail. Deeks dimostra un certo interesse per Kensi a livello personale. Nell'episodio Ladro gentiluomo (2x20) mentre sono sotto copertura, Kensi deve flirtare con un ladro e Deeks è geloso, come notano Callen e Sam.
Kensi, a volte, è visibilmente infastidita quando Deeks flirta con altre donne o quando la considera come un gregario. Nel corso del tempo diventa evidente che Kensi sta sviluppando sentimenti per Deeks, anche se spesso li nasconde. Come Deeks, Kensi ha anche una collezione di fumetti.
Nell'episodio Piano B (2x22) Kensi si guadagna il soprannome di Wikipedia per la sua cultura enciclopedica.
Nella terza stagione, episodio Non era un eroe (3x16), Kensi è sotto inchiesta quando alcuni Marines dall'unità di cecchini del suo defunto padre muoiono in diversi incidenti stradali. Il padre di Kensi, Donald, faceva parte di un gruppo per le operazioni speciali denominato "Oscar-Sierra". Viene presa in custodia dal vicedirettore Granger quando si viene a sapere che lei era l'ultima persona con cui quei marines avevano parlato prima della loro morte.
Nell'episodio Ovunque tu sarai (3x17) si scopre che la madre (risposata come Julia Feldman) vive a Encino e che lei e Kensi non si sono parlate per 15 anni. Nello stesso episodio, viene rivelato che Kensi è entrata all'NCIS nel 2006, nove anni dopo la morte di suo padre. Aveva 24 anni all'epoca. Donald Blye era morto cercando di proteggere un giornalista americano di nome Brad Stevens, che era in procinto di denunciare Peter Clairemont (capo dell'unità Oscar-Sierra) che aveva ucciso un civile perché in stato di ebbrezza. Alla fine della puntata, con grande sorpresa di Kensi, viene rivelato che Donald e Granger erano stretti collaboratori.
Alla fine dell'episodio Tranquility Villa (5x09), è presumibile che Kensi e Deeks diventino intimi. Tuttavia, dopo la loro notte insieme, nell'episodio Assalto all'arma bianca (5x10), la tensione sale quando le loro emozioni cominciano ad avere ripercussioni sulle loro prestazioni durante il lavoro sul campo. Quando Deeks vuole fare un passo avanti nella loro relazione, Kensi dice a Deeks di sentirsi in piedi su un "lago ghiacciato", e che, se anche lei vuole di più, semplicemente non funzionerà. Nonostante questo, alla fine della puntata, Kensi dice a Deeks che troveranno un modo per risolvere le cose tra di loro e fanno dei piani per incontrarsi di nuovo quella notte. Più tardi, però, Hetty dice a Kensi che le è stata assegnata una nuova missione riservata e che dovrà lasciare la città fino a quando non avrà terminato la missione. Mentre si prepara a lasciare il Paese, riceve un messaggio da Deeks ma è troppo tardi, perché lei sta partendo e rimane sconvolta. In Afghanistan, Kensi riceve la sua missione che è quella di uccidere un uomo americano che vive sotto lo pseudonimo di "White Ghost". Nel corso del tempo, scopre che l'uomo si chiama Jack Simon, lo stesso Jack Simon con cui era fidanzata nove anni prima. Jack aveva un disturbo post traumatico dal ritorno dalla guerra e alla fine l'ha lasciata la mattina di Natale. A causa del suo legame personale con lui, non è in grado di ucciderlo e lei alla fine, viene catturata. Si scopre che tutto questo era un programma realizzato da Hetty per proteggere Jack dalla CIA, perché Jack è in realtà innocente. Quando la squadra viene a sapere che Kensi è stata catturata, i colleghi corrono in suo aiuto e la ritrovano pallida, debole e picchiata molto duramente. Questo è un parallelo diretto di quanto Deeks ha attraversato all'inizio della quinta stagione. Kensi preferisce non parlarne e lui la abbraccia.
Nell'episodio La truffa (6x11) Kensi ammette di essere innamorata di Deeks e gli chiede di iniziare una storia. Lui accetta e insieme rendono ufficiale il loro rapporto.

## Abilità
Kensi è un'agente molto zelante e competente, il che le ha fatto meritare il rispetto di tutti all'Agenzia.
È un'eccellente tiratrice, esperta di armi da fuoco e nel combattimento corpo a corpo. È abbastanza abile da poter fronteggiare e talvolta sconfiggere avversari con un addestramento militare, come quando sconfigge l'assassino di suo padre, un ex tiratore scelto del United States Marine Corps, nonostante sia ferita; riesce anche a disputare un incontro amichevole con l'amico Sam Hanna anche se non è così forte da affrontarlo in un vero duello.
Sa leggere le labbra.